# Do Jasoos
Do Jasoos (übersetzt: Zwei Detektive) ist ein Bollywoodfilm aus dem Jahr 1975.

## Handlung
Daramchand und Karamchand alias Daram und Karam sind zwei Detektive aus Bombay. Bei ihrem neuesten Auftrag sollen sie ein junges Mädchen, welches aus reichem Haus stammt und mit ihrem Freund durchgebrannt ist, wieder finden und sie zurück nach Hause holen. Falls der Auftrag gelingt, winken den beiden insgesamt 4 Millionen Rupien. Bevor sie sich auf die Suche machen, sucht der Vater Nihalchand Kushhalchand nach einem geeigneten Bild seiner Tochter Hema. Dabei fällt ihm die Brille auf den Boden und er pickt unabsichtlich und im Eifer des Gefechts das falsche Foto heraus. Nun gibt er ihnen nicht das Bild von Hema, sondern das einer Kollegin, Pinky Verma.
Pinky hingegen wird zu diesem Zeitpunkt Zeugin eines Mordes. Der gerade aus dem Gefängnis entlassene Prem Chopra rächt sich an dem Journalisten V. N. Sinha, der Vater von ihrem Freund Ashok. Dabei entdeckt Prem das junge Mädchen, welches gerade flüchtet. Sie landet in den Armen der beiden Detektive, die sie sofort zu ihrem "Vater" bringen wollen.
Schließlich geht das Verwirrspiel los und als Karam und Daram einsehen, dass Pinky nicht die vermisste Tochter Hema ist und Hema bereits zu ihrem Vater zurückgekehrt ist, versuchen sie nun Pinky aus ihrer schwierigen Situation zu helfen. Prem will Pinky umbringen, um alle Spuren für seine Tat beiseitezuschaffen.
Sie bringen Pinky zu einem entfernten Verwandten und machen sich dann auf die Suche nach dem Mörder. Prem hingegen hält Pinkys Mutter als Geisel, um die Detektive zu erpressen. Doch Daram und Karam tricksen Prem und seine Komplizen geschickt aus. Schließlich werden die Schurken nach einer Verfolgungsjagd von der Polizei verhaftet. Der Auftrag der Detektive ist nun erledigt und alle finden zu ihrem Glück.

## Soundtrack
| Songs                       | Sänger/in                         |
| --------------------------- | --------------------------------- |
| Dariya Raja Deva Ho Deva    | Lata Mangeshkar, Shailendra Singh |
| Saal Mubarak Saaheb Ji      | Mohammed Rafi, Mukesh             |
| Do Jasoos Kare              | Mohammed Rafi, Mukesh             |
| Chadh Gayi Chadh Gayi       | Mohammed Rafi, Mukesh             |
| Allah Meri Tauba Nigahe     | Asha Bhosle                       |
| Happy Happy New Year To You | Shailendra Singh                  |
| Main Bijli Hoo Titli Hoo    | Lata Mangeshkar, Shailendra Singh |